# Šokot
Šokot kod mjesta Gornja Rijeka u zapadnom prigorju Kalnika

## Opis
Zapadno u šumi je vrh Šokot a nalaze se u šumskom predjelu sjeverozapadno od mjesta Gornja Rijeka. Čini ga oko 400 metara dugački klanac. U slikovitom klancu sa strmim stijenama, nalaze se slapovi i pečinske strukture. Do klanca i prvog slapa Slap Šokot na južnom ulazu je lagan prilaz, poslije treba preskakati potok i penjati se, staze su skliske te nema postavljenih rukohvata i mostića, treba biti oprezan kod hodanja. Dio toka potoka i klanca je uređen kao poučna staza, postavljene su table s nazivima biljaka, obavijesne table i klupe za odmor, te kante za otpad.
Tu prolazi kružna planinarska staza, koja iza klanca izlazi do livada Bezđe, od kojih se južno uspinje šumskim putem te izlazi na veliki šumski greben Belu Goricu. Stazom se istočno ide do vrha vidikovca Kanclina (424 m) u šumskom predjelu Rebaru. Tu se može do vidikovca Križnog kamena s križom na stijeni, te preko sela Deklešanec do Gornje Rijeke.
Od vidikovca Križnog kamena može se dalje istočno strmom stazom nizbrdo do sljedećeg klanca kroz koji teče potok Deklišanec(Pesji potok). Tu među stijenama su lijepi mali slapovi. Dalje se staza odvaja desno uzbrdo do podnožja brda Puste Barbare, na čijim vršnim predjelima je Stari grad Mali Kalnik.

## Vanjske poveznice
Fotografije